# Équipe de Chine de rugby à XV
L'équipe de Chine de rugby à XV rassemble les meilleurs joueurs de rugby à XV de Chine.

## Histoire
L'équipe de Chine est classée à la 89e place au classement IRB du 01/08/2018.

## Palmarès
- Coupe du monde
  - 1987 : pas invité
  - 1991 : pas qualifié
  - 1995 : pas qualifié
  - 1999 : pas qualifié
  - 2003 : pas qualifié
  - 2007 : pas qualifié
  - 2011 : pas qualifié
  - 2015 : pas qualifié
  - 2019 : pas qualifié
  - 2023 : pas qualifié